# Бодега Солис Кореа (Алваро Обрегон)
Бодега Солис Кореа (шп. Bodega Solís Correa) насеље је у Мексику у савезној држави Мичоакан у општини Алваро Обрегон. Насеље се налази на надморској висини од 1840 м.

## Становништво
Према подацима из 2005. године у насељу је живело 5 становника.

### Хронологија
| Година       | 2005 |
| ------------ | ---- |
| Становништво | 5    |

### Попис
| # | Индикатор                        | Вредност |
| - | -------------------------------- | -------- |
| 1 | Укупно појединачних домаћинстава | 1        |